# Backpackrapper
Als Backpackrapper, Backpacker (englisch backpack „Rucksack“) oder eingedeutscht auch Rucksack-Rapper bezeichnet man innerhalb der Hip-Hop-Szene Rapper, die vor allem im Untergrund arbeiten und die Kommerzialisierung der Hip-Hop-Musik ablehnen.

## Selbstverständnis
Der Begriff wurde zunächst mit der Mitgliedern der Graffiti-Szene assoziiert, weil diese in ihren Rucksäcken Spraydosen und Schallplatten mit sich führten. Möglicherweise erhielten Backpackrapper ihren Namen auch dadurch, dass sie meistens mit dickem Rucksack präsent waren (zum Beispiel auf Jamsessions).
Heute versteht man unter dem Begriff allgemein Hip-Hop-Musiker, die den Mainstream und Kommerz ablehnen. Sie distanzieren sich vom Gangsta-Rap und versuchen, sich nicht auf jede neue Mode einzulassen. Die meisten Backpackrapper bewegen sich in einer kleinen Szene mit Gleichgesinnten, die sich von der Subkultur der Hip-Hop-Szene deutlich unterscheidet. Die Texte haben häufig kritische und politische Texte (Conscious Rap) und greifen aktuelle Themen auf. Viele Backpackrapper sind Untergrundrapper und streben keine Karriere in der Musikindustrie an.

## Vorurteile
Innerhalb eines Bereiches der Rap-Szene sind die Backpackrapper geringer angesehen. Der Vorwurf lautet, dass sie aus der gehobenen Mittelschicht oder Oberschicht kämen und daher nicht wüssten, was im realen Leben geschehe. Das gleiche Argument wird jedoch auch von Backpackrappern gegenüber der kommerzialisierten Hip-Hop-Szene aufgegriffen. Abwertend werden sie auch als Studentenrapper bezeichnet und ihnen die Street Credibility verwehrt.
Innerhalb der Hip-Hop-Szene besteht eine, zum Teil auch aggressive, Spannung zwischen den Backpackern und den kommerzielleren Vertretern der Musikrichtung. So finden sich in den Texten zahlreicher Künstler Zeilen der Kritik am jeweils anderen Teil des Genres. Der Begriff wurde im deutschsprachigen Raum insbesondere durch das Kollaboalbum Jbg3 der Rapper Kollegah und Farid Bang popularisiert und prägte unter anderem den spöttischen Ausruf „Zieh’ den Rucksack aus, wenn du mit mir redest“ gegenüber Vertretern der als genrefremd interpretierten Backpackrapperszene.